# کول‌قشلاق
کول‌قشلاق (به لاتین: Kolqışlaq) یک منطقه مسکونی در جمهوری آذربایجان است که در شهرستان آق‌دام واقع شده است.